# Inquisitor minutosternalis
Inquisitor minutosternalis é uma espécie de gastrópode do gênero Inquisitor, pertencente a família Pseudomelatomidae.